# Hylaea bada
Hylaea bada là một loài bướm đêm trong họ Geometridae.